# 玉井正寿
玉井正寿（たまい まさかず、1917年〈大正6年〉 - 1984年〈昭和59年〉5月30日）は、日本初のCVS（国際公認バリュー・スペシャリスト）認定者である。

当時、論文や資料の乏しかった日本国内においてバリューエンジニアリング（VE）の普及と発展に尽力し、「日本のVEの父」とも呼ばれる。

## 業績
- VE活動において用いられるVE実施手順の基礎となる日本的なVEジョブプランを開発。[1]
- 当時、日本では正確には理解されていなかった機能分析の諸技法について、日本での最初の図書『機能分析』を刊行し機能的アプローチの技法を解説した。VEに対する理解が促進され、VEの普及と技法の紹介に役立てられた。[1]

## 年譜
| 西暦   | 玉井正寿 関連事項 | VA/VE史 参考事項 |
| ------ | --- | --- |
| 1917年 | 出生。 | |
| 1938年 | 徳島高等工業学校機械工学科 卒業。 日立製作所笠戸工場 入社・退社。                                                                                  | |
| 1941年 | 来島船渠（現 株式会社 新来島どっく） 入社。 | |
| 1947年 | | 米国GE社のローレンス・D・マイルズが機能の分析に基づく価値向上のための手法を開発し、VA（Value Analysis）と命名した。                                                                                   |
| 1949年 | 愛媛県産業能率研究所（現 愛媛県経済労働部 経営支援課） 入職。                                                                                      | |
| 1954年 | | アメリカ国防省の海軍船舶局がVAを導入。VE(Value Enginnering)と命名した。 |
| 1955年 | | 日本生産性本部によりアメリカへ原価管理調査団（コストコントロール調査団）が派遣される。 |
| 1956年 | | 日本生産性本部によりアメリカへ原価管理調査団（コストコントロール調査団）が派遣される。 |
| 1959年 | 愛媛県産業能率研究所 退職。 産業能率短期大学（現 学校法人産業能率大学） 入職。                                                                     | 日本生産性本部によりアメリカへ原価管理調査団（コストコントロール調査団）が派遣される。 |
| 1960年 | | ハインリッツ（Steward F. Heinritz）が来日し、購買管理におけるVA/VEの活用を国内各地で紹介。 |
| 1963年 | （6月）産業能率短期大学により派遣された「経営管理視察団」の一員として米国へ。                                                                      | |
| 1964年 | | チャールズ・バイザウェイ（Charles Bytheway）がUnivac Salt Lake CityでFASTダイアグラムを開発。 いすゞ自動車と協和会により、日本初のVE WSS（Work Shop Seminar、ワークショップ・セミナー）が実施される。 |
| 1965年 | | チャールズ・バイザウェイがSAVE大会でFASTダイアグラムを発表。 日本バリュー・エンジニアリング協会設立。                                                                                                 |
| 1967年 | 3月 VE協会会報誌 8号で「機能系統図の作り方」を発表。 11月 著作「機能分析」の中でFASTダイアグラムの簡単な作成方法の工夫として「機能系統図」を発表。 | |
| 1970年 | 「Corporate Cost Reduction Program」の一員として米国へ派遣される。                                                                                 | |
| 1970年 | | トーマス・J・スノッドグラスがCustomer Oriented FASTを開発。 |
| 1976年 | | |
| 1977年 | （10月27日）第10回 VE全国大会にて、来日できなかったローレンス・D・マイルズに代わり、「マイルズ氏の講演要旨の紹介」を講演。                         | |
| 1979年 | （5月）CVSの日本国内初の認定者となる。 | |
| 1980年 | （9月）SAVE（The Society of American Value Engineers、アメリカVE協会）よりCVS資格認定権の認定。                                                    | トーマス・J・スノッドグラスがタスクオリエンテッドFAST（ユーザータスクロジックモデル）を開発。 |
| 1981年 | | （3月、9月、10月）日本でもCVS認定試験が開始される。 |
| 1984年 | （5月30日）心不全により聖マリアンナ医科大学病院で急逝。享年66。 （6月1日）葬儀は、東京・碑文谷の円融寺で行われ、VE関係者ら300人が列席した。        | |

## 主著
- ワークサンプリング（石川一雄・玉井正寿 共著 日刊工業新聞社 1959年）
- ワークサンプリング（ラルフ・M・バーンズ 著、玉井正寿 訳 日刊工業新聞社 1961年）
- バリュー・エンジニアリング :コスト・ダウンの組織的方法（E.I.A. 編、玉井正寿 訳 ダイヤモンド社 1961年）
- 価値分析のすすめ方（ローレンス・D・マイルズ 著、 産業能率短期大学価値分析研究会 訳 1962年）
- 図表でわかる生産管理のすすめ方（経林書房 1963年）
- 価値分析ハンドブック（アメリカ国防省編、玉井正寿 監修、 産業能率短期大学価値分析研究会 訳、産能短大出版部 1964年10月（原著）DOD. Hand Book H-111，MAR.1963）
- 価値分析教科書 :コストダウンのバイブル（産業能率短期大学出版部 1965年）
- 価値分析ワークブック（ レイセオン社 編、玉井正寿 監修、荻原洋太郎・藤田恒夫 訳、産業能率短期大学出版部 1967年10月（『Value Engineering Project Workbook』の邦訳））
- 価値分析実例集（玉井正寿 監修、日本VE協会 編 産業能率短期大学 1967年）
- 機能分析（産業能率短期大学出版部 1967年11月）
- ワークサンプリング（石川一雄・玉井正寿 共著 日刊工業新聞社 1969年）
- 意思決定の評価基準 :コスト・エフェクティブネス分析（トーマス・A・ゴールドマン 編、玉井正寿 監訳 産業能率短期大学出版部 1972年）
- 価値分析ハンドブック :VA/VEの進め方 解説つき（アメリカ国防総省 編、玉井正寿 訳 産業能率短期大学出版部 1973年）
- VEアプローチ-実例による分析の手順（アーサー E.マッジ（Mudge, Arthur E）著、玉井正寿監修、中神芳夫 訳、山路陽三 訳、鈴木長生 訳、産業能率短期大学出版部 1974年）
- 価値分析（森北出版 1978年11月）
- VA/VEシステムと技法 （ローレンス・D・マイルズ 著、玉井正寿 監訳 日刊工業新聞社 1981年1月、『価値分析のすすめ方』の改題）
- VEと標準化 :その考え方と実施例（日本規格協会 1981年3月）